# Tony Woodcock (rugbista)
Tony Woodcock, all'anagrafe Anthony Dale Woodcock (Helensville, 27 gennaio 1981), è un ex rugbista a 15 neozelandese, già per 15 stagioni pilone dei Blues in Super Rugby e bi-campione del mondo nel 2011 e nel 2015 con gli All Blacks.

## Biografia
Esordì nel National Provincial Championship nel 2000 e, nel 2002, debuttò in prima squadra nei Blues, la franchise di Auckland in Super Rugby.
Quello stesso anno disputò anche il suo primo test match con gli All Blacks, a Cardiff contro il Galles.
Passarono due anni prima di disputare il successivo incontro internazionale, nel 2004, ma da quel momento Woodcock divenne titolare fisso della Nazionale.
Prese parte alla Coppa del Mondo di rugby 2007 (eliminazione ai quarti) e a quella del 2011, alla cui vittoria contribuì con la meta marcata in finale contro la Francia, l'unica per la sua squadra.
Alla fine della stagione di Super Rugby 2012 Woodcock decise di lasciare i Blues dopo 10 anni e firmò un contratto con gli Highlanders, franchise di Dunedin, ma dopo il Super Rugby 2013 fu di nuovo ad Auckland; nel 2015 dichiarò finita la sua esperienza professionistica con i Blues lasciando presumere un suo ritiro definitivo dopo la Coppa del Mondo di rugby 2015.
Convocato tra i 31 prescelti a tale manifestazione, si lesionò un muscolo della coscia durante l'incontro con Tonga nella fase a gironi chiudendo con tale infortunio, di fatto, la sua carriera agonistica che lo vide, comunque, laurearsi campione del mondo per la seconda volta consecutiva.
Il 31 dicembre 2015 ricevette, per i suoi contributi alla disciplina, l'onorificenza di membro dell'Ordine al merito della Nuova Zelanda.

## Palmarès
- Coppe del mondo: 2
Nuova Zelanda: 2011, 2015
- Super Rugby: 1
Blues: 2003